# Código ATC M03
O Código ATC M03 (Relaxantes musculares) é um subgrupo terapêutico da classificação ATC (Anatomical Therapeutic Chemical Classification System), um sistema de códigos alfanuméricos desenvolvido pela Organização Mundial da Saúde (OMS) para classificar medicamentos e outros produtos médicos. O subgrupo M03 faz parte do grupo anatômico M (sistema musculoesquelético).
Os códigos para uso veterinário (códigos ATCvet) podem ser criados colocando a letra Q antes do código ATC para uso humano: por exemplo, QM03. Os códigos ATCvet sem os códigos ATC humanos correspondentes são citados com a letra Q inicial nessa lista. 

## M03ARelaxantes musculares, agentes de ação periférica

### M03AA Alcalóides decurare
M03AA01 Alcurônio
M03AA02 Tubocurarina
M03AA04 Dimetiltubocurarina

### M03AB Derivados dacolina
M03AB01 Suxametônio

### M03AC Outroscompostos de amônio quaternários
M03AC01 Pancurônio
M03AC02 Galamina
M03AC03 Vecurônio
M03AC04 Atracúrio
M03AC05 Hexaflurônio
M03AC06 Brometo de pipecurônio
M03AC07 Cloreto de doxacúrio
M03AC08 Brometo de fazadinium
M03AC09 Brometo de rocurônio
M03AC10 Cloreto de mivacúrio
M03AC11 Cisatracúrio

### M03AX Outros relaxantes musculares, agentes de ação periférica
M03AX01 Toxina botulínica

## M03B Relaxantes musculares, agentes de ação central

### M03BA Ésteres doácido carbâmico
M03BA01 Fenprobamato
M03BA02 Carisoprodol
M03BA03 Metocarbamol
M03BA04 Estiramato
M03BA05 Febarbamato
M03BA51 Fenprobamato, associações, exceto psicolépticos
M03BA52 Carisoprodol, associações, exceto psicolépticos
M03BA53 Metocarbamol, associações, exceto psicolépticos
M03BA71 Fenprobamato, associações com psicolépticos
M03BA72 Carisoprodol, associações com psicolépticos
M03BA73 Metocarbamol, associações com psicolépticos
QM03BA99 Combinações

### M03BB Derivados deoxazol,tiazina, etriazina
M03BB02 Clormezanona
M03BB03 Clorzoxazona
M03BB52 Clormezanona, associações, exceto psicolépticos
M03BB53 Clorzoxazona, associações, exceto psicolépticos
M03BB72 Clormezanona, associações com psicolépticos
M03BB73 Clorzoxazona, associações com psicolépticos

### M03BCÉteresquimicamente próximos aosanti-histamínicos
M03BC01 Orfenadrina (citrato)
M03BC51 Orfenadrina, associações

### M03BX Outros agentes de ação central
M03BX01 Baclofeno
M03BX02 Tizanidina
M03BX03 Pridinol
M03BX04 Tolperisona
M03BX05 Tiocolquicosido
M03BX06 Mefenesina
M03BX07 Tetrazepam
M03BX08 Ciclobenzaprina
M03BX09 Eperisona
M03BX30 Feniramidol
M03BX55 Tiocolquicosídeo, associações
QM03BX90 Guaifenesina

## M03C Relaxantes musculares, agentes de ação direta

### M03CADantrolenee derivados
M03CA01 Dantrolene